# Liste der Biografien/Reh
Liste der Biografien |
Portal Biografien |
Personensuche
# |
A |
B |
C |
D |
E |
F |
G |
H |
I |
J |
K |
L |
M |
N |
O |
P |
Q |
R |
S |
T |
U |
V |
W |
X |
Y |
Z |
?
 
Ra |
Rb |
Rd |
Re |
Rh |
Ri |
Rj |
Rk |
Rl |
Rm |
Rn |
Ro |
Rr |
Rs |
Rt |
Ru |
Rv |
Rw |
Rx |
Ry |
Rz
 
Rea |
Reb |
Rec |
Red |
Ree |
Ref |
Reg |
Reh |
Rei |
Rej |
Rek |
Rel |
Rem |
Ren |
Reo |
Rep |
Req |
Rer |
Res |
Ret |
Reu |
Rev |
Rew |
Rex |
Rey |
Rez
Die Liste der Biografien führt alle Personen auf, die in der deutschsprachigen Wikipedia einen Artikel haben. Dieses ist eine Teilliste mit 394 Einträgen von Personen, deren Namen mit den Buchstaben „Reh“ beginnt.

## Reh
- Reh, Alina (* 1997), deutsche LangstreckenläuferinAlina Reh (* 1997)

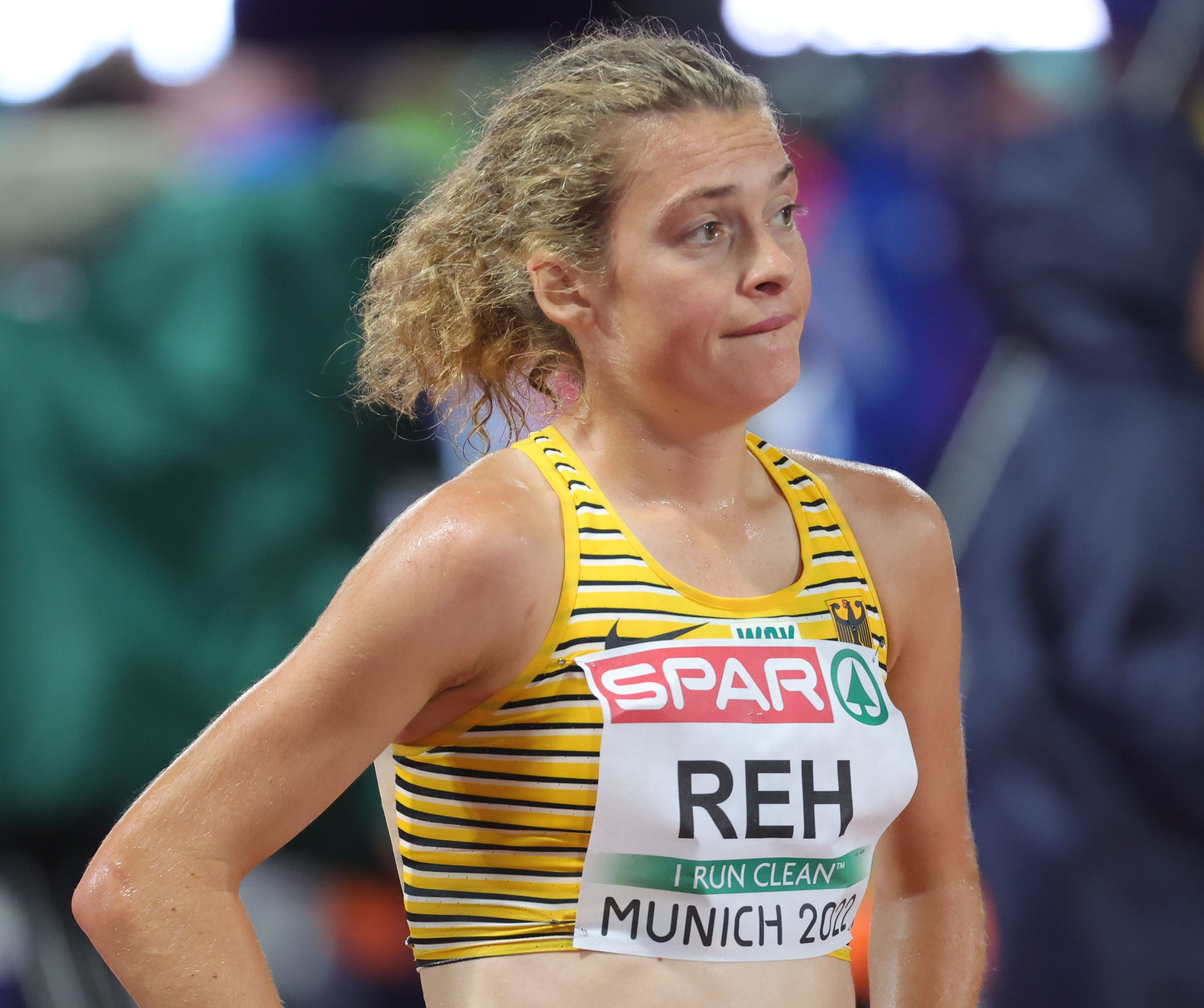
Alina Reh (* 1997)

- Reh, Carl (1898–1962), Gründer des Weinbau- und Weinhandelsunternehmens Reh Kendermann
- Reh, Claudia (* 1970), deutsche Lichtkünstlerin
- Reh, Dieter (* 1946), deutscher Fußballspieler
- Reh, Francis Frederick (1911–1994), römisch-katholischer Bischof
- Reh, Günter (* 1928), deutscher Fußballtorwart
- Reh, Günther (1928–2014), deutscher Unternehmer
- Reh, Hans (1889–1963), deutscher Lehrer und Schriftsteller
- Reh, Heinrich (1860–1946), Landtagsabgeordneter im Volksstaat Hessen
- Reh, Heinz (1925–1997), deutscher Fußballspieler
- Reh, Jana, deutsche Chanson- und Chorsängerin (Sopran)
- Reh, Josepha (1825–1881), bayerische Dienstbotin und Modehändlerin
- Reh, Ludwig (1867–1940), deutscher Zoologe und Kustos des Zoologischen Staatsinstituts und Museums Hamburg
- Reh, Mechthild (* 1950), deutsche Afrikanistin
- Reh, Michael (* 1962), deutscher Fotograf und Autor
- Reh, Sabine (* 1958), deutsche Pädagogin
- Reh, Sascha (* 1974), deutscher Schriftsteller
- Reh, Theodor (1801–1868), deutscher Politiker
- Reh, Veronika te (* 1947), deutsche Chorleiterin und Autorin von Musiktheaterstücken für Kinder und Jugendliche

### Reha
- Reha, Gabi (* 1964), deutsche Schwimmerin
- Rehaag, Antje (* 1965), deutsche Ruderin
- Rehaag, Anton (1812–1860), deutscher katholischer Theologe
- Rehaag, Peter (* 1959), deutscher Politiker (CDU), MdHB, Hamburger Senator
- Rehabeam (966 v. Chr.–910 v. Chr.), König von Juda
- Řeháčková, Barbora (* 1979), tschechische Violinistin und Jazzsängerin
- Řeháčková, Věra (* 1950), tschechische Schriftstellerin
- Rehage, Christoph (* 1981), deutscher Autor
- Rehage, Heinz (* 1952), deutscher Chemiker
- Rehage, Heinz-Otto (* 1934), deutscher Biologe, Naturpädagoge und Museumsmitarbeiter
- Réhahn (* 1979), französischer Fotograf
- Rehahn, Rosemarie (1923–2010), deutsche Journalistin und Filmkritikerin
- Řehák, Alex (* 1995), tschechischer Fußballspieler
- Rehak, Dagmar (* 1956), deutsche Schwimmerin
- Rehak, Frank (1926–1987), US-amerikanischer Jazz-Posaunist
- Rehak, Günter (* 1939), österreichischer Politiker und Autor
- Řehák, Ivan (* 1954), slowakischer Graveur und Medailleur
- Řehák, Martin (1933–2010), tschechoslowakischer Dreispringer
- Rehak, Martin (* 1973), deutscher Theologe und Professor für Kirchenrecht
- Řehák, Pavel (* 1963), tschechischer Fußballspieler und -trainer
- Rehak, Thomas (* 1971), liechtensteinischer Politiker (DU)
- Rehak-Nitsche, Katrin (* 1978), deutsche Politikerin (SPD), MdL
- Rehák-Štefečeková, Zuzana (* 1984), slowakische Sportschützin
- Řeháková, Anna (1850–1937), tschechische Schriftstellerin
- Rehamtula, Bahargül (* 1988), chinesisches Model, Schauspielerin
- Rehan, Ada (1857–1916), US-amerikanische Theaterschauspielerin
- Rehan, Robert (1901–1988), deutscher Komponist, Geiger und Pianist
- Rehatsek, Edward (1819–1891), österreichisch-ungarischer Orientalist

### Rehb
- Rehbach, Paul (1874–1934), deutscher Politiker (USPD, SPD, KPD, SAPD)
- Rehbaum, Henning (* 1973), deutscher Politiker (CDU), MdB
- Rehbaum, Jörg (* 1969), deutscher Politiker (SPD)
- Rehbaum, Karl (* 1937), deutscher Oberst im Ministerium für Staatssicherheit (MfS) der DDR
- Rehbaum, Theobald (1835–1918), deutscher Violinist, Librettist und Komponist
- Rehbein, Anahita (* 1994), deutsche Schönheitskönigin und Miss Germany 2018Anahita Rehbein (* 1994)

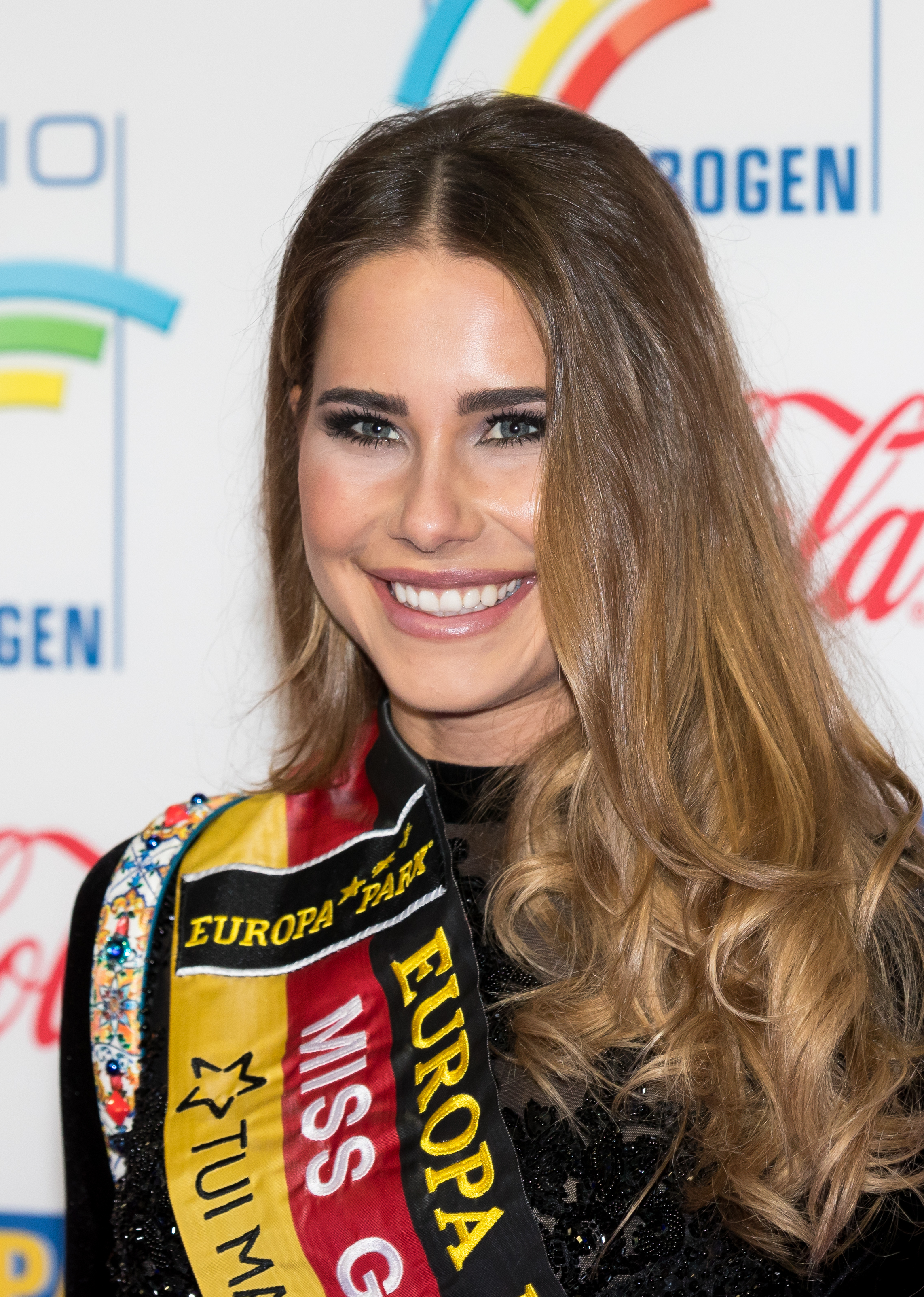
Anahita Rehbein (* 1994)

- Rehbein, Arthur (1867–1952), deutscher Schriftsteller, Redakteur und Hofrat
- Rehbein, Boike (1965–2022), deutscher Soziologe und Sozialphilosoph
- Rehbein, Dirk (* 1967), deutscher Fußballspieler
- Rehbein, Elfriede (1929–2004), deutsche Wissenschaftlerin auf dem Gebiet des Verkehrswesens
- Rehbein, Ernst, deutscher Buchbinder
- Rehbein, Franz (1867–1909), deutscher Landarbeiter und Arbeiterautor in Schleswig-Holstein
- Rehbein, Fritz (1911–1991), deutscher Kinderchirurg
- Rehbein, Gerhard (1926–2013), deutscher Kommunikationswissenschaftler und Hochschullehrer
- Rehbein, Günter (1936–2015), deutscher Fußballspieler
- Rehbein, Heinrich († 1629), deutscher Chronist
- Rehbein, Heinrich (1939–2020), deutscher Kommunalpolitiker (SPD)
- Rehbein, Herbert (1922–1979), deutscher Violinist, Orchesterleiter, Arrangeur und Komponist
- Rehbein, Herbert (1946–1997), deutscher Dressurreiter und Reitlehrer
- Rehbein, Hugo (1833–1907), deutscher Reichsgerichtsrat
- Rehbein, Ilse (1918–1994), deutsche Schauspielerin, Radiomoderatorin, Hörspiel- und Synchronsprecherin
- Rehbein, Jochen (* 1939), deutscher Linguist
- Rehbein, Karin (* 1949), deutsche DressurreiterinKarin Rehbein (* 1949)

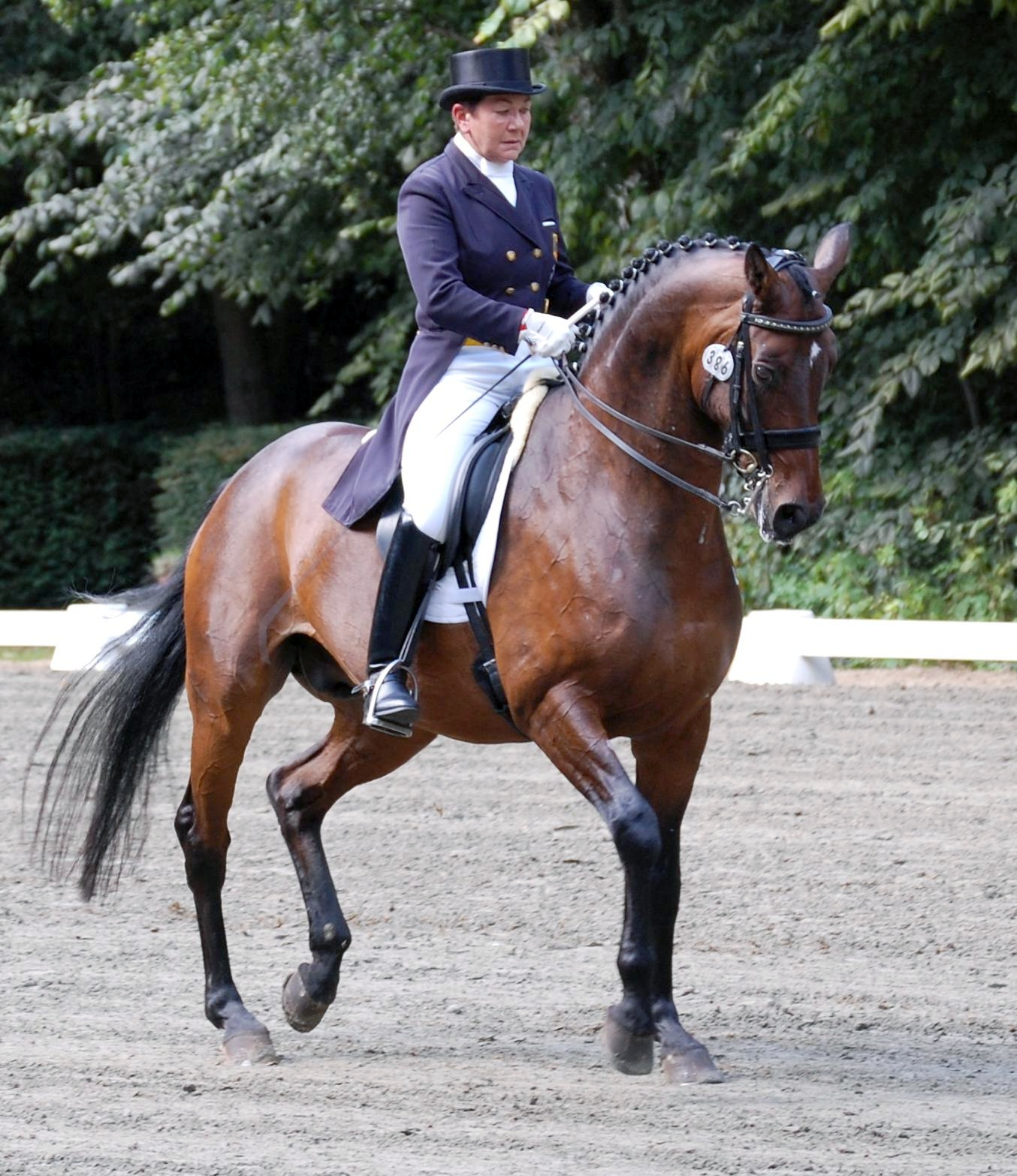
Karin Rehbein (* 1949)

- Rehbein, Karl (1885–1956), deutscher sozialdemokratischer Politiker und Gewerkschafter, MdL
- Rehbein, Malte (* 1971), deutscher Historiker
- Rehbein, Max H. (1918–2015), deutscher Dokumentarfilmer, Filmproduzent, Journalist und Publizist
- Rehbein, Thomas († 1610), deutscher Jurist, Ratssekretär und Ratsherr der Hansestadt Lübeck
- Rehbein, Wilhelm (1776–1825), deutscher Arzt
- Rehbein, Willi (1911–1995), deutscher Politiker (SPD), MdL
- Rehbenitz, Theodor (1791–1861), deutscher Maler und Zeichner
- Rehberg, August Wilhelm (1757–1836), hannoverischer Staatsmann, Philosoph und politischer Schriftsteller
- Rehberg, Denny (* 1955), US-amerikanischer Politiker
- Rehberg, Eckhardt (* 1954), deutscher Politiker (CDU), MdL, MdB
- Rehberg, Friedrich (1758–1835), deutscher Porträt-, Genre- und Historienmaler
- Rehberg, Gerhard (* 1936), deutscher Politiker und Fußballfunktionär
- Rehberg, Hans (1901–1963), deutscher Schriftsteller, Dramaturg und Bühnenautor
- Rehberg, Hans-Joachim (* 1924), deutscher Mediziner und Hochschullehrer
- Rehberg, Hans-Michael (1938–2017), deutscher Schauspieler und RegisseurHans-Michael Rehberg (1938–2017)

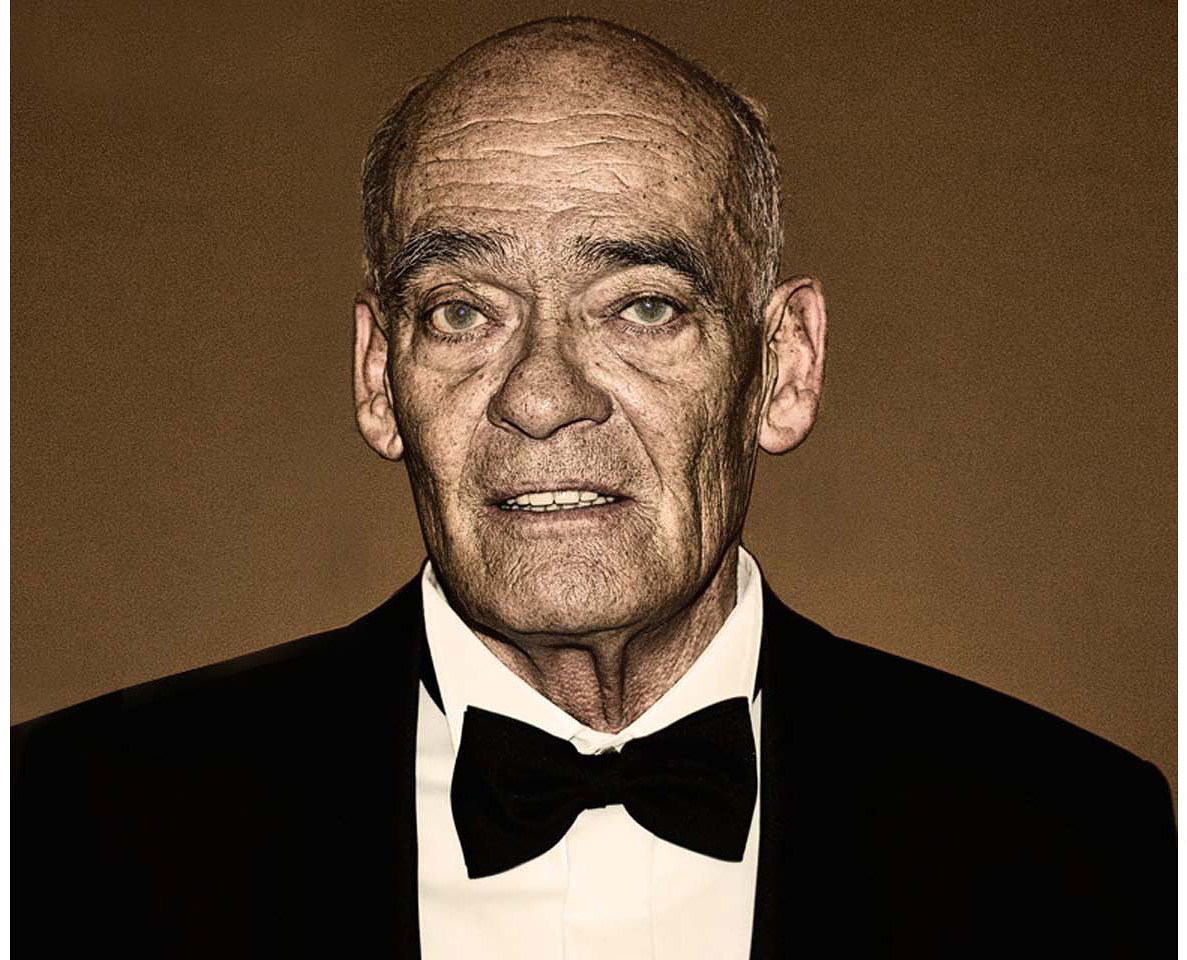
Hans-Michael Rehberg (1938–2017)

- Rehberg, Heinz-Georg (1910–1992), deutscher Architekt und Politiker (FDP), MdBB
- Rehberg, Horst (1937–2018), deutscher Theater- und Filmschauspieler
- Rehberg, Ingo (* 1954), deutscher Physiker
- Rehberg, Jörg (1931–2001), Schweizer Rechtswissenschaftler
- Rehberg, Karl (1882–1961), deutscher Politiker (SPD)
- Rehberg, Karl-Siegbert (* 1943), deutscher Soziologe
- Rehberg, Markus (* 1971), deutscher Rechtswissenschaftler
- Rehberg, Max Hans (* 2003), deutscher Tennisspieler
- Rehberg, Maya (* 1994), deutsche Hindernisläuferin
- Rehberg, Peter (1968–2021), britisch-österreichischer Musiker und Labelbetreiber
- Rehberg, Siebrand (* 1943), deutscher Fotograf
- Rehberg, Silke (* 1963), deutsche bildende Künstlerin
- Rehberg, Stefan (* 1956), deutscher Schauspieler und Hörspielsprecher
- Rehberg, Uli, deutscher Musiker und Labelbetreiber
- Rehberg, Walter (1900–1957), Schweizer Pianist, Komponist und Autor musikalischen Themen
- Rehberg, Willy (1863–1937), schweizerischer Pianist, Komponist und Musikpädagoge
- Rehberger, Andreas (1716–1769), deutscher evangelischer Geistlicher und Kirchenlieddichter
- Rehberger, Emanuel von (1846–1914), k.k. Feldmarschallleutnant
- Rehberger, Felix (* 1986), deutscher Straßenradrennfahrer
- Rehberger, Horst (* 1938), deutscher Politiker (FDP), MdL, Wirtschaftsminister von Sachsen-AnhaltHorst Rehberger (* 1938)

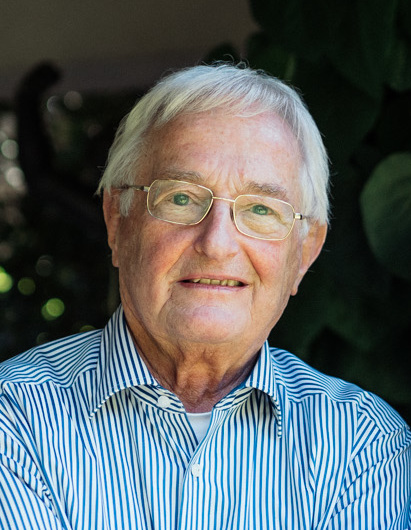
Horst Rehberger (* 1938)

- Rehberger, Karl (1934–2018), österreichischer Priester, Historiker, Archivar, Bibliothekar und Hochschullehrer
- Rehberger, Ralf (* 1967), deutscher Basketballtrainer
- Rehberger, Tobias (* 1966), deutscher BildhauerTobias Rehberger (* 1966)

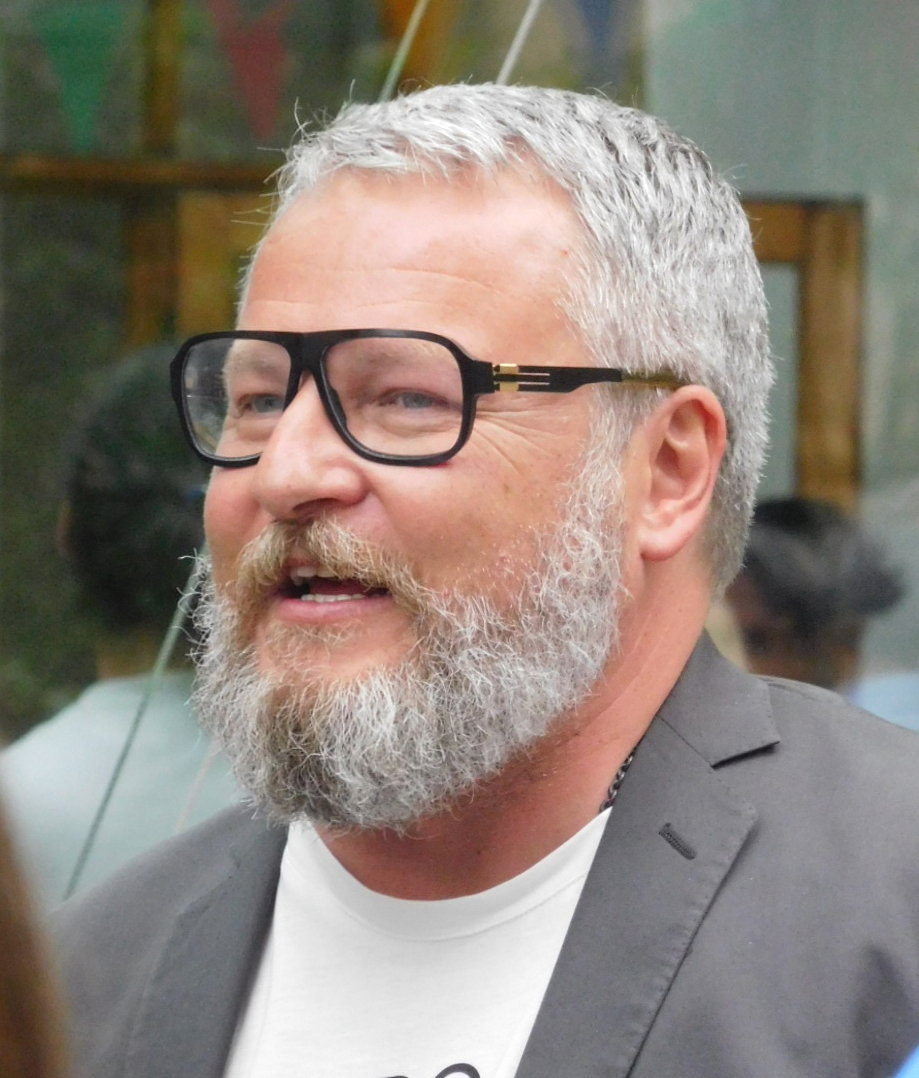
Tobias Rehberger (* 1966)

- Rehbinder, Alexander Alexejewitsch (1826–1913), deutsch-baltischer Offizier, zuletzt kaiserlich-russischer General der Infanterie
- Rehbinder, Alexei Maximowitsch (1795–1869), russischer Generalleutnant und Unternehmer
- Rehbinder, Arno von (1879–1957), deutscher Rechtsanwalt und Politiker (Zentrum), MdR
- Rehbinder, Berndt-Otto (1918–1974), schwedischer Fechter
- Rehbinder, Eckard (* 1936), deutscher Rechtswissenschaftler
- Rehbinder, Lilla (1847–1918), deutsche Erzieherin
- Rehbinder, Manfred (* 1935), deutscher Rechtswissenschaftler
- Rehbinder, Nicolai (1823–1876), deutscher Schriftsteller
- Rehbinder, Peter (1609–1671), deutscher evangelisch-lutherischer Theologe und Superintendent
- Rehbinder, Pjotr Alexandrowitsch (1898–1972), sowjetischer Wissenschaftler
- Rehbinder, Reinhold von (1831–1905), estländischer Ritterschaftshauptmann und Landrat
- Rehbinder, Robert Henrik (1777–1841), finnischer Jurist und Politiker
- Rehbock, Felix (* 1971), katholischer Ordensgeistlicher und seit 2019 Provinzial der mitteleuropäischen Provinz der Oblaten (OMI)
- Rehbock, Fritz (1896–1989), deutscher Mathematiker
- Rehbock, Theodor (1864–1950), deutscher Wasserbauingenieur und Hochschullehrer
- Rehbock-Zureich, Karin (* 1946), deutsche Politikerin (SPD), MdB
- Rehbold, Fritz Hans (1889–1948), deutscher Pianist und Klavierlehrer
- Rehborn, Anni (1904–1986), deutsche SchwimmerinAnni Rehborn (1904–1986)

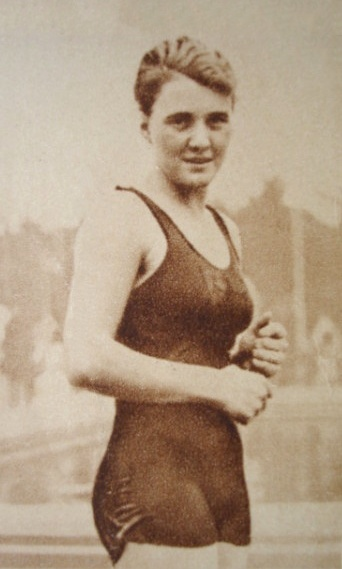
Anni Rehborn (1904–1986)

- Rehborn, Hanni (1907–1987), deutsche Wasserspringerin und Olympiateilnehmerin
- Rehborn, Julius (1899–1987), deutscher Wasserspringer
- Rehborn, Martin (* 1956), deutscher Rechtsanwalt und Rechtswissenschaftler

### Rehd
- Rehda, Klaus (* 1957), deutscher Ministerialbeamter und Staatssekretär (Sachsen-Anhalt)
- Rehdantz, Karl (1818–1879), deutscher Schullehrer und Altphilologe
- Rehdanz, Katrin (* 1969), deutsche Wirtschaftswissenschaftlerin
- Rehder, Alfred (1863–1949), deutsch-amerikanischer Botaniker
- Rehder, August (1819–1885), Lübecker Kaufmann und Politiker
- Rehder, Britta, deutsche Politikwissenschaftlerin
- Rehder, Dirk (* 1962), deutscher Basketballspieler
- Rehder, Elke (* 1953), deutsche Malerin, Grafikerin und Buchkünstlerin
- Rehder, Gerd (1927–2019), deutscher Basketballspieler
- Rehder, Hans-Jürgen (* 1952), deutscher Sportler im Rollstuhltischtennis
- Rehder, Heinrich (1887–1976), deutscher Sprinter
- Rehder, Heinz (* 1916), deutscher Sportschütze
- Rehder, Helga (* 1938), deutsche Fachärztin für Pathologie und für Humangenetik
- Rehder, Helmut (1905–1977), deutscher Germanist
- Rehder, Helmut (* 1927), deutscher Philosoph und Botaniker
- Rehder, Jacob Heinrich (1790–1852), deutscher Hofgärtner des Fürsten Hermann von Pückler-Muskau
- Rehder, Klaus (1933–2018), deutscher Militär, Vizeadmiral der Deutschen Marine
- Rehder, Klaus (* 1943), deutscher Politiker (SPD), MdEP
- Rehder, Lukas (* 1996), deutscher American-Football-Spieler
- Rehder, Peter (1843–1920), deutscher Wasserbauingenieur und preußischer bzw. lübeckischer Baubeamter
- Rehder, Peter (* 1939), deutscher Slawist
- Rehder, Stefan (* 1967), deutscher Journalist und Autor
- Rehder-Knöspel, Hans (* 1905), deutscher Jurist
- Rehders, Kerstin (* 1962), deutsche Ruderin
- Rehdiger, Albrecht von (1832–1904), deutscher Majoratsbesitzer und Parlamentarier
- Rehdiger, Nicolaus († 1553), schlesischer Großhändler und Bankier
- Rehdiger, Nicolaus der Jüngere (1525–1587), schlesischer Großhändler, Bankier, Landeshauptmann des Fürstentums Breslau und Mäzen
- Rehdiger, Thomas (1540–1576), schlesischer Humanist und Büchersammler

### Rehe
- Rehe, Rolf F. (* 1935), deutscher Zeitungsdesigner
- Rehe, Stephanie (* 1969), US-amerikanische Tennisspielerin
- Rehe, Tame Horomona (1884–1933), letzter überlebende Moriori in Neuseeland
- Reheda, Serhij (* 1994), ukrainischer Hammerwerfer
- Rehefeld, Bonaventura (1610–1673), deutscher lutherischer Theologe
- Rehehold, Elias († 1672), deutscher Mediziner und kursächsischer Leibarzt
- Reheis, Erich (* 1905), österreichischer Politiker (NSDAP), Landtagsabgeordneter
- Reheis, Fritz (* 1949), deutscher Soziologe
- Reheis, Gerhard (* 1955), österreichischer Politiker (SPÖ), Abgeordneter zum Nationalrat, Landesrat in Tirol
- Reheis, Peter (1739–1804), Baumeister
- Rehekampff, Axel von (1879–1953), deutsch-baltischer Adelsmann, estnischer Landespolitiker
- Rehekampff, Georg von (1869–1941), deutsch-baltischer Adelsmann, Jurist, Politiker und Schmetterlingsforscher
- Rehekampff, Gustav Otto von (1730–1812), deutsch-baltischer Adelsmann
- Rehekampff, Karl Gustav von (1803–1883), deutsch-baltischer Adelsmann, russischer General
- Rehekampff, Loredana (* 1985), österreichische Filmproduzentin
- Rehemaa, Aivar (* 1982), estnischer Skilangläufer
- Rehen, Johann von († 1570), Komtur
- Reher, Asger (* 1950), dänischer Schauspieler
- Reher, Chris (* 1994), deutscher Fußballspieler
- Reher, Ernst-Otto (1936–2016), deutscher Verfahrenstechniker und Professor
- Reher, Lothar (1932–2018), deutscher Grafiker, Fotograf und Buchgestalter
- Reher, Pius (1597–1654), Abt des Benediktinerklosters St. Gallen und Fürstabt (1630–1654)
- Rehermann, Heinrich (1844–1892), Bürgermeister, Mitglied des Provinziallandtages der Provinz Hessen-Nassau
- Reheuser, Bernd (* 1959), deutscher Schauspieler, Hörspiel-, Hörfunk-, Rundfunk-, Werbe- und Off-Sprecher

### Rehf
- Rehfeld, Frank (* 1962), deutscher Fantasy-Schriftsteller
- Rehfeld, Karl Friedrich (1735–1794), deutscher Mediziner und Hochschullehrer
- Rehfeld, Kira (* 1982), deutsche Klimatologin und Hochschullehrerin
- Rehfeld, Pamela (* 1965), deutsche Tänzerin, Perkussionistin und Musikpädagogin
- Rehfeld, Paul (1688–1753), evangelischer Geistlicher
- Rehfeld, Walter (1859–1933), deutscher Verwaltungsbeamter
- Rehfeldt, Annemarie (1921–2019), deutsche Textilgestalterin
- Rehfeldt, Bernhard (1902–1968), deutscher Rechtswissenschaftler und Hochschullehrer
- Rehfeldt, Frank (1914–1994), deutscher Schauspieler bei Bühne und Film
- Rehfeldt, Mathias (* 1986), deutscher Komponist und Organist
- Rehfeldt, Robert (1931–1993), deutscher Künstler
- Rehfeldt, Torben (* 1993), deutscher Fußballspieler
- Rehfeldt, Wolfram (* 1945), deutscher Organist, Musikpädagoge, Kirchenmusiker und Komponist
- Rehfisch, Eugen (1862–1937), deutscher Mediziner
- Rehfisch, Hans José (1891–1960), deutscher Dramatiker
- Rehfues, Georg Adam (1784–1858), Goldschmied
- Rehfues, Philipp Joseph (1779–1843), deutscher Schriftsteller
- Rehfuess, Eva (* 1976), deutsche Epidemiologin und Hochschullehrerin
- Rehfuess, Karl-Eugen (* 1933), deutscher Bodenkundler, Forstwissenschaftler und Hochschullehrer
- Rehfus, Carl (1857–1926), deutscher Jagdschriftsteller und Kynologe
- Rehfus, Wulff D. (1944–2015), deutscher Philosoph und Didaktiker
- Rehfuss, Heinz (1917–1988), deutsch-schweizerischer Opernsänger (Bassbariton)
- Rehfuß, Johann Jacob (1740–1821), württembergischer Metzger und Bürgermeister von Tübingen

### Rehh
- Rehhagel, Otto (* 1938), deutscher Fußballtrainer und -spielerOtto Rehhagel (* 1938)

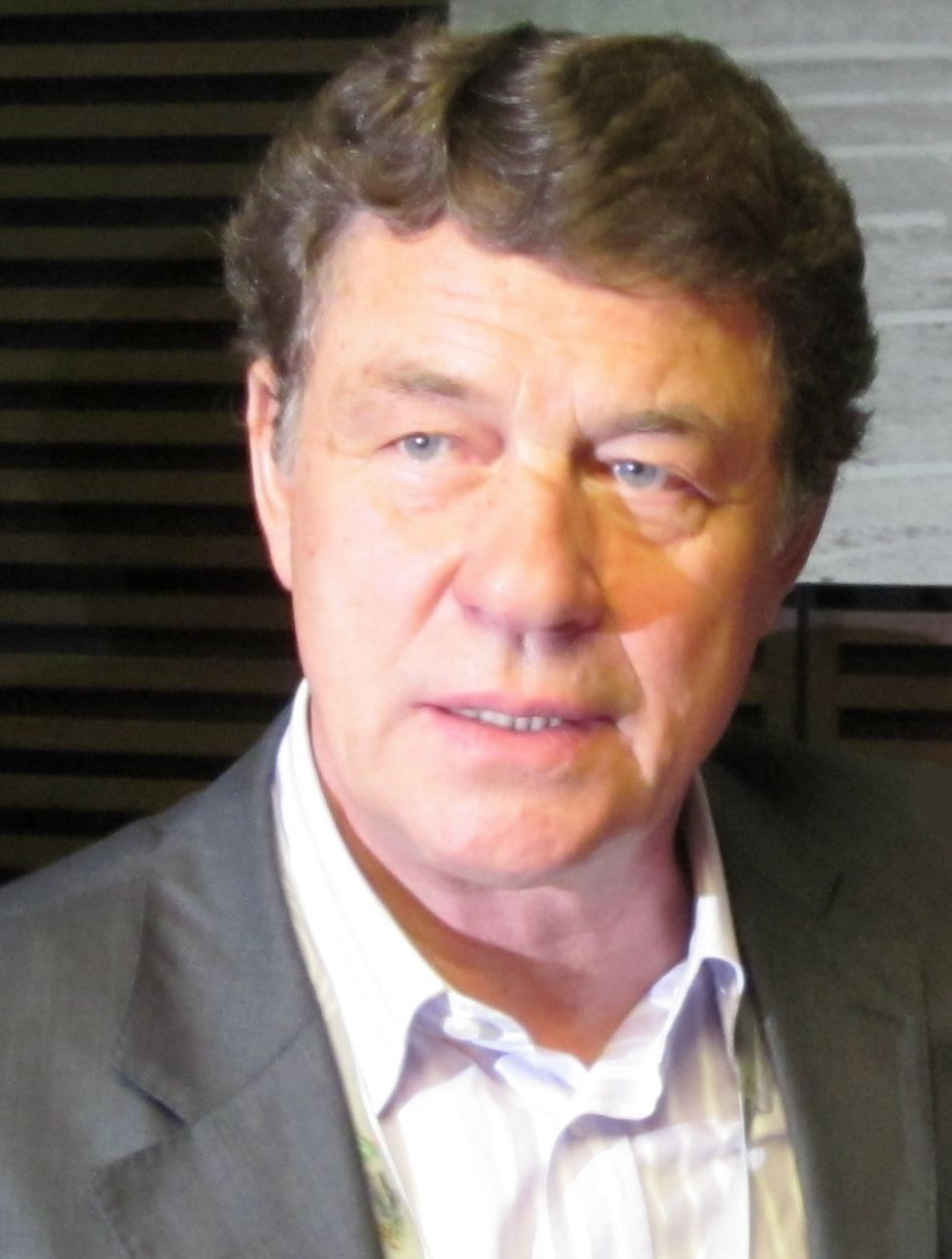
Otto Rehhagel (* 1938)

- Rehhahn, Erika (1923–1978), deutsche Schauspielerin, Hörspiel- und Synchronsprecherin
- Rehhahn, Helmut (* 1947), deutscher Politiker (SPD), MdL
- Rehhoff, Johannes Andreas (1800–1883), Senior des geistlichen Ministeriums, Hauptpastor im Michel (1851–1879)

### Rehi
- Rehimjan, Ekber (* 1999), chinesischer Fußballspieler

### Rehk
- Řehka, Karel (* 1975), tschechischer Offizier im Rang eines Generalleutnants
- Rehkämper, Klaus (1957–2015), deutscher Philosoph und Hochschullehrer
- Rehkemper, Heinrich (1894–1949), deutscher Opernsänger (Bariton)
- Rehkopf, Friedrich (1927–2008), deutscher evangelischer Theologe und Bibel-Gräzist
- Rehkopf, Johann Friedrich (1733–1789), deutscher lutherischer Geistlicher
- Rehkopf, Karl-Heinz (* 1936), deutscher Unternehmer, Sammler, Stifter und Initiator des Museums für Automobil- und Motorrad-Oldtimer PS-Speicher in EinbeckKarl-Heinz Rehkopf (* 1936)

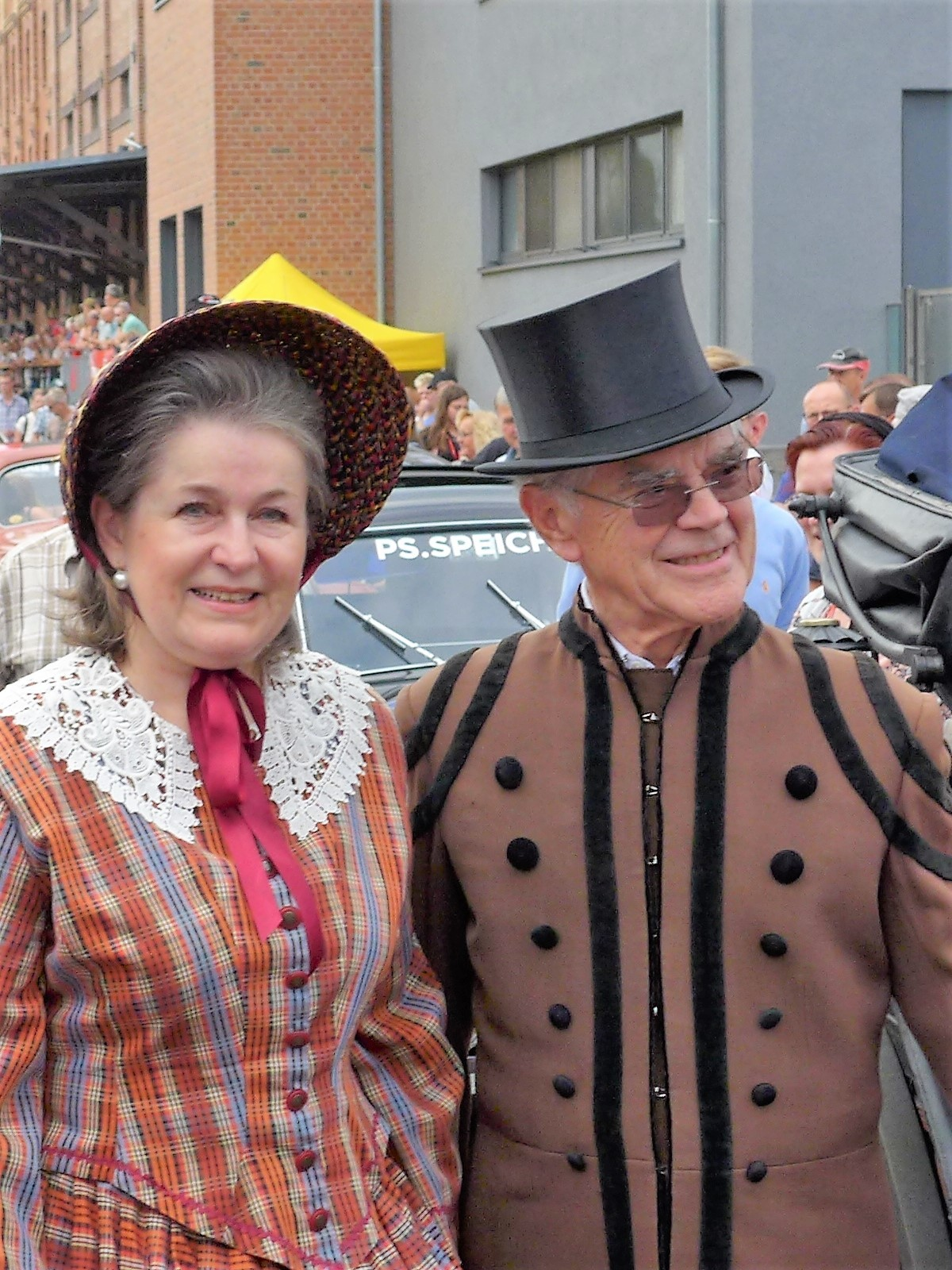
Karl-Heinz Rehkopf (* 1936)

- Rehkopf, Kurt (* 1939), deutscher Politiker (FDP), MdL
- Rehkopf, Paul (1872–1949), deutscher Schauspieler und Opernsänger (Bass)

### Rehl
- Rehländer, Jens (* 1962), deutscher Journalist, Autor und Leiter der Kommunikation der Volkswagenstiftung
- Rehle, Johann (1814–1846), deutscher Maler, Illustrator und Holzschneider
- Rehlein, Wilhelm (1885–1954), deutscher Politiker (NSDAP)
- Rehlen, Robert (1859–1941), deutscher Architekt
- Rehlen, Wiltrud (1930–1984), deutsche Politikerin (SPD), MdB
- Rehling, Engelbert (1906–1976), deutscher katholischer Geistlicher, politischer Häftling im KZ Dachau
- Rehling, Erwin (* 1954), deutscher Autor und Musiker
- Rehling, Franz (1892–1973), deutscher Kommunalpolitiker, Bürgermeister und Ehrenbürger der Gemeinde Freiburg (Elbe)
- Rehling, Karl († 1940), Person des österreichischen gewerblichen Genossenschaftswesens
- Rehling, Luise (1896–1964), deutsche Politikerin (CDU), MdB
- Rehling, Peter (* 1966), deutscher Biochemiker, Zellbiologe und Hochschullehrer
- Rehling, Raimund von (1617–1675), salzburgischer römisch-katholischer Geistlicher
- Rehlingen, Alexandra von (* 1959), deutsche Managerin
- Rehlingen-Radau, Julius Heinrich von (1662–1732), Ordensgeistlicher, Fürstpropst von Berchtesgaden (1723–1732)
- Rehlinger, Anke (* 1976), deutsche Politikerin (SPD), MdLAnke Rehlinger (* 1976)

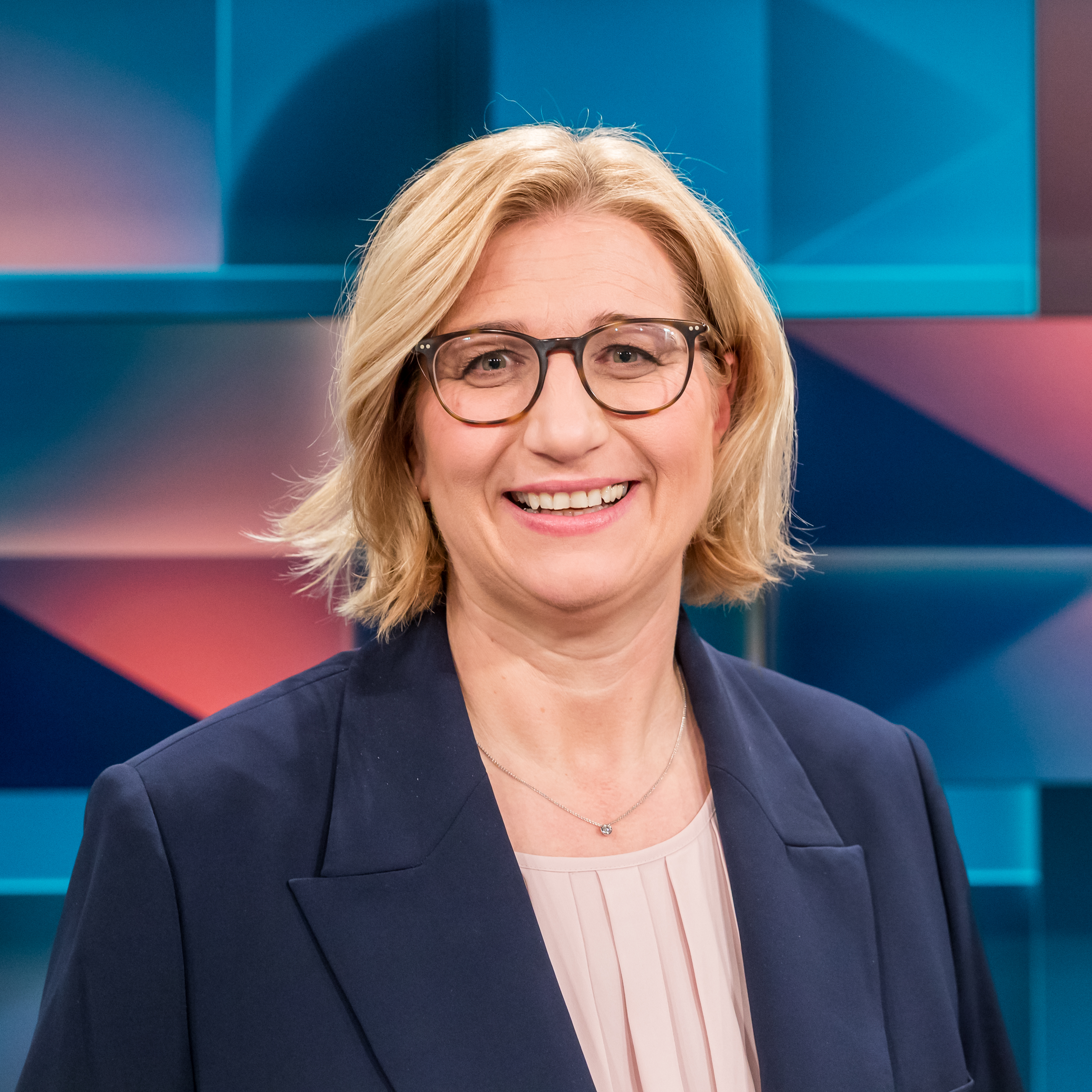
Anke Rehlinger (* 1976)

- Rehlinger, Konrad (1330–1380), Augsburger Stadtpfleger
- Rehlinger, Konrad der Ältere (* 1470), deutscher Patrizier und Großkaufmann
- Rehlinger, Ludwig A. (1927–2023), deutscher Politiker (CDU) und Jurist

### Rehm
- Rehm Rozanes, Stephan (* 1980), deutscher Journalist, Autor, Podcaster
- Rehm, Adolf (1867–1952), deutscher Bildhauer
- Rehm, Ägidius (1486–1535), Bischof von Chiemsee
- Rehm, Albert (1871–1949), deutscher Klassischer Philologe
- Rehm, Amalie (1815–1883), erste Oberin der Diakonissenanstalt Neuendettelsau
- Rehm, Arnold (1896–1976), deutscher Publizist
- Rehm, Bernhard (1909–1942), deutscher klassischer Philologe
- Rehm, Clemens (* 1959), deutscher Archivar und Historiker
- Rehm, Diane (* 1936), US-amerikanische Moderatorin und Autor
- Rehm, Dieter (* 1955), deutscher Hochschullehrer, Präsident der Akademie der Bildenden Künste München, Fotokünstler
- Rehm, Ellen (* 1962), deutsche Altorientalistin
- Rehm, Ernst (1860–1945), deutscher Psychiater
- Rehm, Friedrich (1792–1847), deutscher Historiker und Hochschullehrer
- Rehm, Fritz (1871–1928), deutscher Plakatkünstler und Bildhauer
- Rehm, Gallus (1924–2020), deutscher Werkstofftechniker und Materialpüfer
- Rehm, Georg-Wilhelm (1927–2005), deutscher Verwaltungsbeamter, Beamteter Staatssekretär
- Rehm, Gerhard (1816–1892), deutscher Unternehmer, Spekulant und Stifter
- Rehm, Gerhard (1926–2004), deutscher Kirchenmusiker, Orgelsachverständiger und Autor
- Rehm, Gloria, deutsche Opernsängerin (Koloratursopran)
- Rehm, Gottfried (1926–2020), deutscher Schriftsteller und Hochschullehrer
- Rehm, Hannes (1943–2017), deutscher Bankmanager
- Rehm, Hans Peter (* 1942), deutscher Mathematiker und Schachkomponist
- Rehm, Hans-Jürgen (1927–2017), deutscher Mikrobiologe
- Rehm, Helmut (1911–1991), österreichischer Graphiker, Landschafts- und Porträtmaler der Moderne
- Rehm, Hermann (1862–1917), deutscher Rechtswissenschaftler
- Rehm, Hermann Siegfried (* 1859), deutscher Journalist und Schriftsteller
- Rehm, Hubert (* 1951), deutscher Publizist, Autor und Verleger
- Rehm, Johann Matthäus, Goldschmied in Augsburg
- Rehm, Johannes (1826–1900), württembergischer Politiker
- Rehm, Johannes (* 1957), deutscher evangelischer Theologe
- Rehm, Lukas (* 1990), deutscher Politiker (AfD)
- Rehm, Margarete (1933–2012), deutsche Bibliothekarin
- Rehm, Maria (1915–2002), österreichische Malerin und Illustratorin
- Rehm, Markus (* 1988), deutscher Leichtathlet im BehindertensportMarkus Rehm (* 1988)

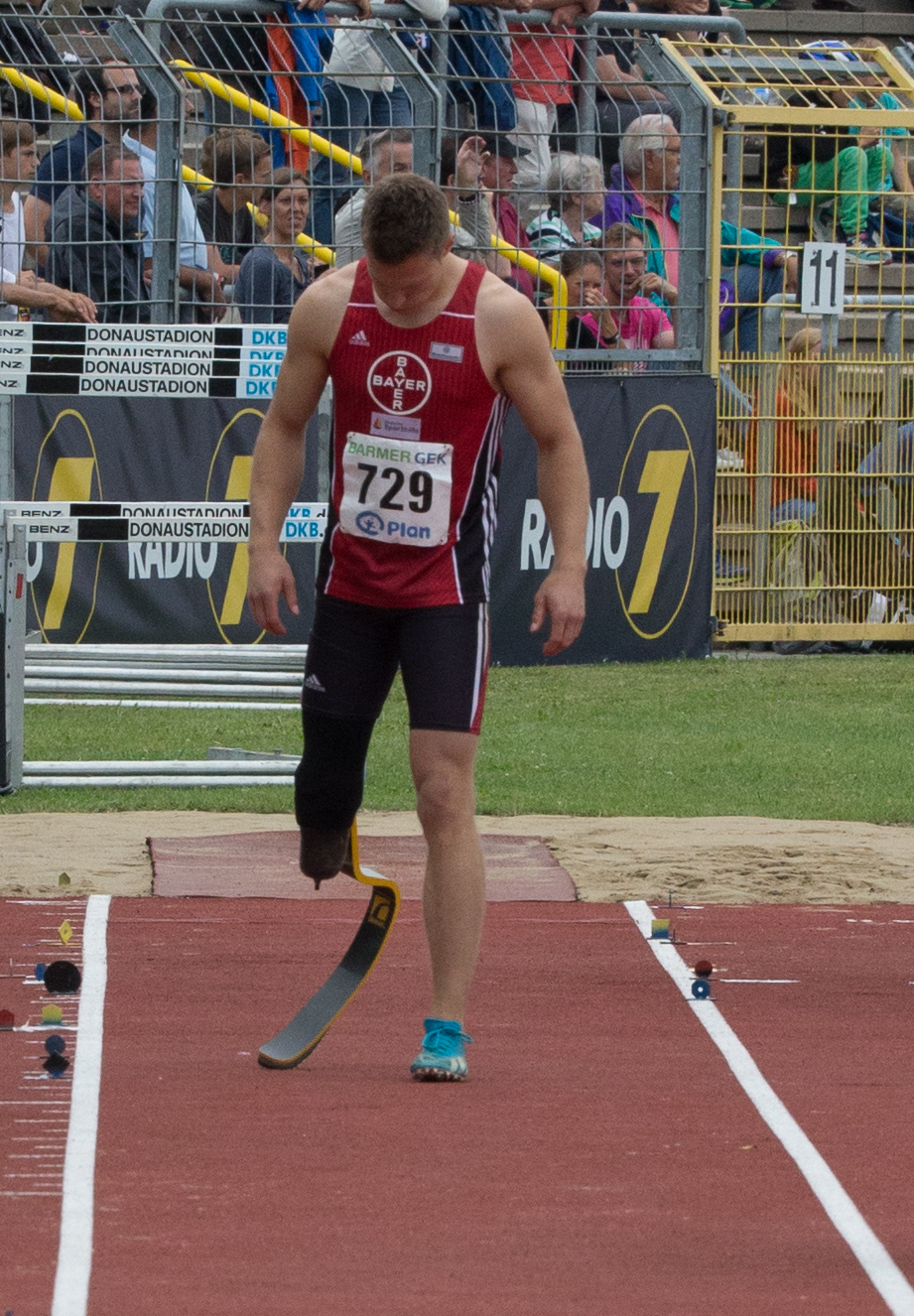
Markus Rehm (* 1988)

- Rehm, Martin (1905–1990), deutscher katholischer Theologe
- Rehm, Martin (* 1985), deutscher Fotograf
- Rehm, Max (1896–1992), deutscher Jurist und Historiker
- Rehm, Michaela (* 1970), deutsche Philosophin
- Rehm, Philipp (* 1979), deutscher Bassist, Komponist, Produzent
- Rehm, Robert (1926–2012), deutscher Politiker (SPD), Kreistagsabgeordneter und Kreispräsident
- Rehm, Rüdiger (* 1978), deutscher Fußballspieler und -trainer
- Rehm, Sigmund (1911–2001), deutscher Pflanzenbauwissenschaftler
- Rehm, Stefanie (* 1950), deutsche Pädagogin und Politikerin (CDU), MdV, MdB
- Rehm, Theo (1896–1970), deutscher evangelischer Theologe, Zahnarzt und Politiker (NSDAP), MdR
- Rehm, Ulrich (* 1964), deutscher Kunsthistoriker und Hochschullehrer
- Rehm, Verena (* 1984), deutsche Sängerin, Songwriterin und Produzentin
- Rehm, Victoria Maria (* 1992), deutsche Schauspielerin
- Rehm, Walther (1901–1963), deutscher Literaturwissenschaftler und Hochschullehrer
- Rehm, Werner (1930–2009), deutscher Jazztrompeter (auch Komponist und Arrangeur)
- Rehm, Werner (1934–2025), deutscher Schauspieler
- Rehm, Wolfgang (1929–2017), deutscher Musikwissenschaftler
- Rehman, Aqeel (* 1985), österreichischer Squashspieler
- Rehman, Javaid, britisch-pakistanischer Rechtswissenschaftler und Menschenrechtsexperte
- Rehman, Latifur (1929–1987), pakistanischer Hockeyspieler
- Rehman, Uzair (* 1995), pakistanischer Leichtathlet
- Rehman, Waheeda (* 1938), indische Filmschauspielerin
- Rehman, Zesh (* 1983), pakistanischer Fußballspieler
- Rehmann, Anton (1840–1917), polnisch-österreichischer Geograph, Geomorphologe, Botaniker und Forschungsreisender
- Rehmann, Beny (1936–2014), Schweizer Musiker
- Rehmann, Erwin (1921–2020), Schweizer Bildhauer
- Rehmann, Hans (1900–1939), Schweizer Schauspieler
- Rehmann, Jan (* 1953), deutscher Sozialwissenschaftler
- Rehmann, Joseph (1779–1831), deutscher Arzt in Russland
- Rehmann, Lars (* 1975), deutscher Tennisspieler
- Rehmann, Martin (* 1983), deutscher Koch
- Rehmann, Max (1842–1922), deutscher Heimatforscher
- Rehmann, Oliver (* 1982), deutscher Jazzmusiker (Schlagzeug, Perkussion)
- Rehmann, Robin (* 1981), Schweizer Fernseh- und Radiomoderator
- Rehmann, Ruth (1922–2016), deutsche Schriftstellerin
- Rehmann, Theodor Bernhard (1895–1963), römisch-katholischer Priester und Domkapellmeister am Hohen Dom zu Aachen
- Rehmann, Wilhelm, preußischer Gutsbesitzer und Politiker
- Rehmann-Salten, Anna Katharina (1904–1977), österreichisch-schweizerische Übersetzerin, Journalistin, Illustratorin und Schauspielerin
- Rehmann-Sutter, Christoph (* 1959), Schweizer Bioethiker
- Rehmat, Indrias (* 1966), pakistanischer Geistlicher, römisch-katholischer Bischof von Faisalabad
- Rehmat, Khalid (* 1968), pakistanischer römisch-katholischer Ordensgeistlicher, Apostolischer Vikar von Quetta
- Rehme, Paul (1867–1941), deutscher Rechtswissenschaftler
- Rehme, Robert (* 1935), US-amerikanischer Filmproduzent
- Rehmer, Friedrich (1921–1943), deutscher Widerstandskämpfer gegen den Nationalsozialismus
- Rehmer, Hans-Joachim (* 1937), deutscher Diplomat
- Rehmer, Marko (* 1972), deutscher FußballspielerMarko Rehmer (* 1972)

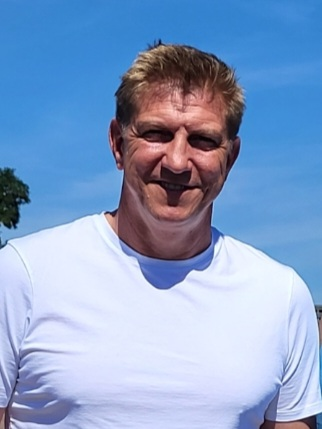
Marko Rehmer (* 1972)

- Rehmer, Martin (1881–1935), deutscher Ingenieur
- Rehmke, Johannes (1848–1930), deutscher Philosoph
- Rehmsen, Helmut (* 1955), deutscher Hörfunk- und Fernsehmoderator
- Rehmsmeier, Andrea, deutsche Slawistin und Journalistin
- Rehmstedt, Hans (1909–1956), deutscher Musiker und Orchesterleiter

### Rehn
- Rehn, Eduard (1880–1972), deutscher Chirurg und Hochschullehrer
- Rehn, Elisabeth (* 1935), finnlandschwedische Politikerin (Schwedischen Volkspartei), Mitglied des Reichstags
- Rehn, Erwin (1927–2000), deutscher Autor und Widerstandskämpfer
- Rehn, Fritz (1874–1934), deutscher Jurist, Richter und der erste Präsident des Volksgerichtshofs
- Rehn, Götz (* 1950), deutscher UnternehmerGötz Rehn (* 1950)

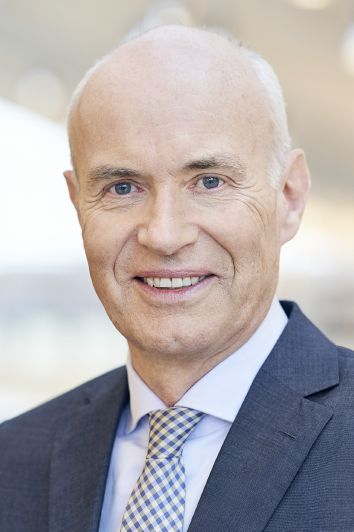
Götz Rehn (* 1950)

- Rehn, Hans (1863–1920), österreichischer Cellist, Schlagwerker, Komponist und Musikerzieher
- Rehn, Heidi (* 1966), deutsche Journalistin und Schriftstellerin
- Rehn, James Abram Garfield (1881–1965), amerikanischer Entomologe
- Rehn, Jean Eric (1717–1793), schwedischer Designer, Architekt, Künstler
- Rehn, Jens (1918–1983), deutscher Schriftsteller
- Rehn, John William Holman (1915–1983), amerikanischer Entomologe
- Rehn, Jörg (1918–2002), deutscher Chirurg und Hochschullehrer
- Rehn, Karl, deutscher Chemiker
- Rehn, Katharina (* 1990), deutsche Theaterschauspielerin
- Rehn, Ludwig (1849–1930), deutscher ChirurgLudwig Rehn (1849–1930)

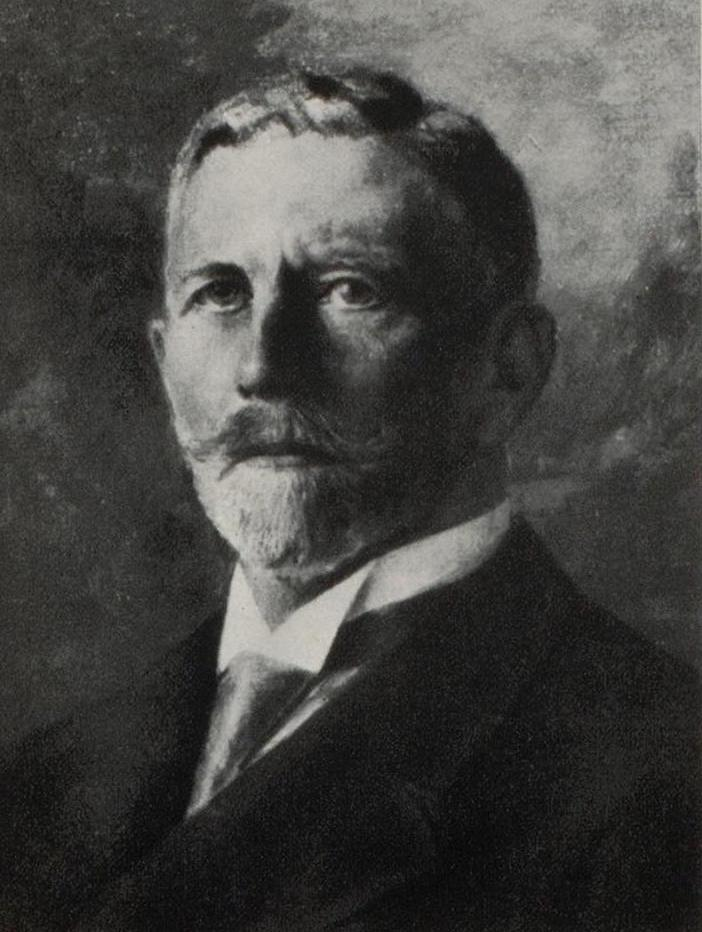
Ludwig Rehn (1849–1930)

- Rehn, Ludwig (1910–1982), deutscher SS-Untersturmführer
- Rehn, Marie-Elisabeth (1951–2024), deutsche Volkskundlerin und Journalistin
- Rehn, Olli (* 1962), finnischer Politiker, Mitglied des Reichstags, MdEP und EU-Erweiterungskommissar
- Rehn, Stefan (* 1966), schwedischer Fußballspieler und -trainer
- Rehn, Walter (1921–2004), deutscher Maler
- Rehn, Walter Richard (1884–1951), deutscher Maler, Grafiker und Bildhauer
- Rehné, Pauline (* 1954), dänische Schauspielerin, Synchronsprecherin und Sängerin
- Rehnen, Heinrich von († 1633), sächsischer Münz- und Stempelschneider
- Rehnen, Nikolai (* 1997), deutscher Fußballspieler
- Rehner, Gertrud (1926–2019), deutsche Ernährungswissenschaftlerin
- Rehner, Wolfgang (* 1962), lutherischer Superintendent der Steiermark
- Rehnig, Otto (1864–1925), deutscher Architekt
- Rehnquist, Björn (* 1978), schwedischer Tennisspieler
- Rehnquist, William H. (1924–2005), US-amerikanischer Jurist und Vorsitzender Richter des Supreme Court (Chief Justice of the United States)William H. Rehnquist (1924–2005)

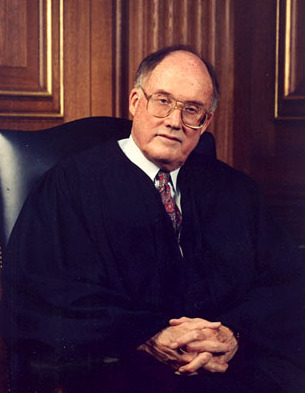
William H. Rehnquist (1924–2005)

- Rehnqvist, Karin (* 1957), schwedische Komponistin und Dirigentin
- Rehnskiöld, Carl Gustaf (1651–1722), schwedischer General; Gouverneur von Schonen, Feldmarschall
- Rehnskiöld, Gerdt Anton (1610–1658), schwedischer Regierungs- und Finanzbeamter, Regierungsrat in Pommern

### Reho
- Řehoř, Antonín (* 1881), tschechischer Betrüger, weltweit aktiv
- Rehor, Grete (1910–1987), österreichische Politikerin (ÖVP), Abgeordnete zum Nationalrat
- Řehoř, Zdeněk (1920–1994), tschechoslowakischer Schauspieler
- Rehork, Joachim (* 1930), deutscher Sachbuchautor und Übersetzer
- Rehorst, Carl (1866–1919), deutscher Bauingenieur, Architekt und Baubeamter
- Řehounek, Roman (* 1961), tschechoslowakischer Radrennfahrer

### Rehr
- Rehren, Karl-Henning (* 1956), deutscher Physiker auf dem Gebiet der Quantenfeldtheorie
- Rehring, George John (1890–1976), US-amerikanischer Geistlicher, römisch-katholischer Bischof von Toledo
- Rehrl, Franz (1890–1947), österreichischer Politiker (CS, VF) und Landeshauptmann von Salzburg, Mitglied des Bundesrates
- Rehrl, Franz-Josef (* 1993), österreichischer Nordischer Kombinierer
- Rehrl, Josef (1895–1960), österreichischer Beamter und Politiker (ÖVP) sowie Landeshauptmann von Salzburg (1947–1949), Mitglied des Bundesrates
- Rehrl, Julian (* 1997), deutscher Schauspieler und Synchronsprecher
- Rehrl, Kaspar (1809–1881), österreichischer Geistlicher und Missionar
- Rehrl, Matthias Christian (* 1965), deutsch-österreichischer Schauspieler und Synchronsprecher
- Rehrl, Stefan (1912–1997), österreichischer Theologe und Publizist
- Rehrmann, Karl (1914–2000), hessischer Landrat (CDU)
- Rehrmann, Norbert (1951–2010), deutscher Kulturwissenschaftler, Hochschullehrer

### Rehs
- Rehs, Carl (1867–1945), deutscher Lehrer und Imker
- Rehs, Reinhold (1901–1971), deutscher Politiker (SPD, CDU), MdL, MdB; Präsident des Bundes der Vertriebenen
- Rehschuh, Andreas (* 1969), deutscher Schauspieler, Regisseur und Synchronsprecher
- Rehschuh, Michael (* 1959), deutscher Fußballspieler
- Rehse, Bernhart (1875–1946), deutscher Schriftsteller
- Rehse, Friedrich (1870–1952), deutscher Fotograf und Kunstverleger
- Rehse, Hans-Joachim (1902–1969), deutscher Jurist, Richter am Volksgerichtshof und Symbol des Scheiterns der deutschen Nachkriegsjustiz bei der NS-Bewältigung
- Rehse, Karl-Ludwig (1937–2019), deutscher Modeschöpfer
- Rehse, Klaus (1939–2018), deutscher pharmazeutischer Chemiker

### Reht
- Rehtanz, Christian (* 1968), deutscher Ingenieur
- Rehthaler, Martin (* 1985), deutscher Eishockeyspieler
- Rehtmeyer, Philipp Julius (1678–1742), deutscher Theologe und Historiker
- Rehtwisch, Theodor (1864–1912), deutscher Schriftsteller

### Rehu
- Rehuerdjersen, altägyptischer Schatzmeister
- Rehuher-Marugg, Faustina, palauische Politikerin
- Řehula, Jan (* 1973), tschechischer Triathlet
- Rehula, Juha (* 1963), finnischer Politiker
- Rehum, Befehlshaber Samarias
- Rehum, israelitischer Rückkehrer aus dem Babylonischen Exil

### Rehw
- Rehwagen, Alfred (1877–1925), deutscher Bergmann und Goldsucher
- Rehwald, Franz (1903–1981), sudetendeutscher Parteifunktionär (DSAP) und Journalist
- Rehwald, Gerhard (* 1929), deutscher Militärmdiziner, zuletzt Generalleutnant der NVA, Präsident des DRK der DDR
- Rehwald, Julia (* 1995), US-amerikanische Schauspielerin
- Rehwinkel, Edmund (1899–1977), deutscher Politiker und Bauernfunktionär
- Rehwinkel, Johann-Heinrich (1937–2014), deutscher Politiker (SPD), MdL